# Llubí
Llubí (en catalan et en castillan) est une commune d'Espagne de l'île de Majorque dans la communauté autonome des Îles Baléares. Anciennement appelée Castell-Llubí, elle est située au centre de l'île et fait partie de la comarque du Pla de Mallorca.

## Géographie

Localisation de l'île Majorque dans les Îles Baléares.
Localisation de Llubí dans l'île de Majorque.
Localisation de la comarque du Pla de Mallorca dans l'île de Majorque.